# حديقة بادلاندز الوطنية
تقع حديقة بادلاندز الوطنية جنوب غربي داكوتا الجنوبية في الولايات المتحدة, و يدخل ضمن حمايتها 242,756 آكر من التلال والقباب والأقواس الناتجة عن التعرية و الأبراج الصخرية المحاطة بالبراري العشبية. تم الإعلان عن بادلاندز كنصب تذكاري تابع للولايات المتحدة في 4 مارس 1929, و لم يتم إنشاؤها حتى 25 يناير 1939, و تم تسجيلها كحديقة وطنية في 10 نوفمبر 1978.

## ما قبل التاريخ
من أجناس الحيوانات التي قطنت المنطقة في حقبة ما قبل التاريخ: تمساح القاطور (التمساحيات)، الأركايوثيريوم (الإتيليدونتات)، الهاينودون (السينودونتات)، الهيراكودون (الهيراكودونيات)، البويبرويثيريوم (الجمال)، السبهيراكودون (الكركدنيات).

## معرض الصور

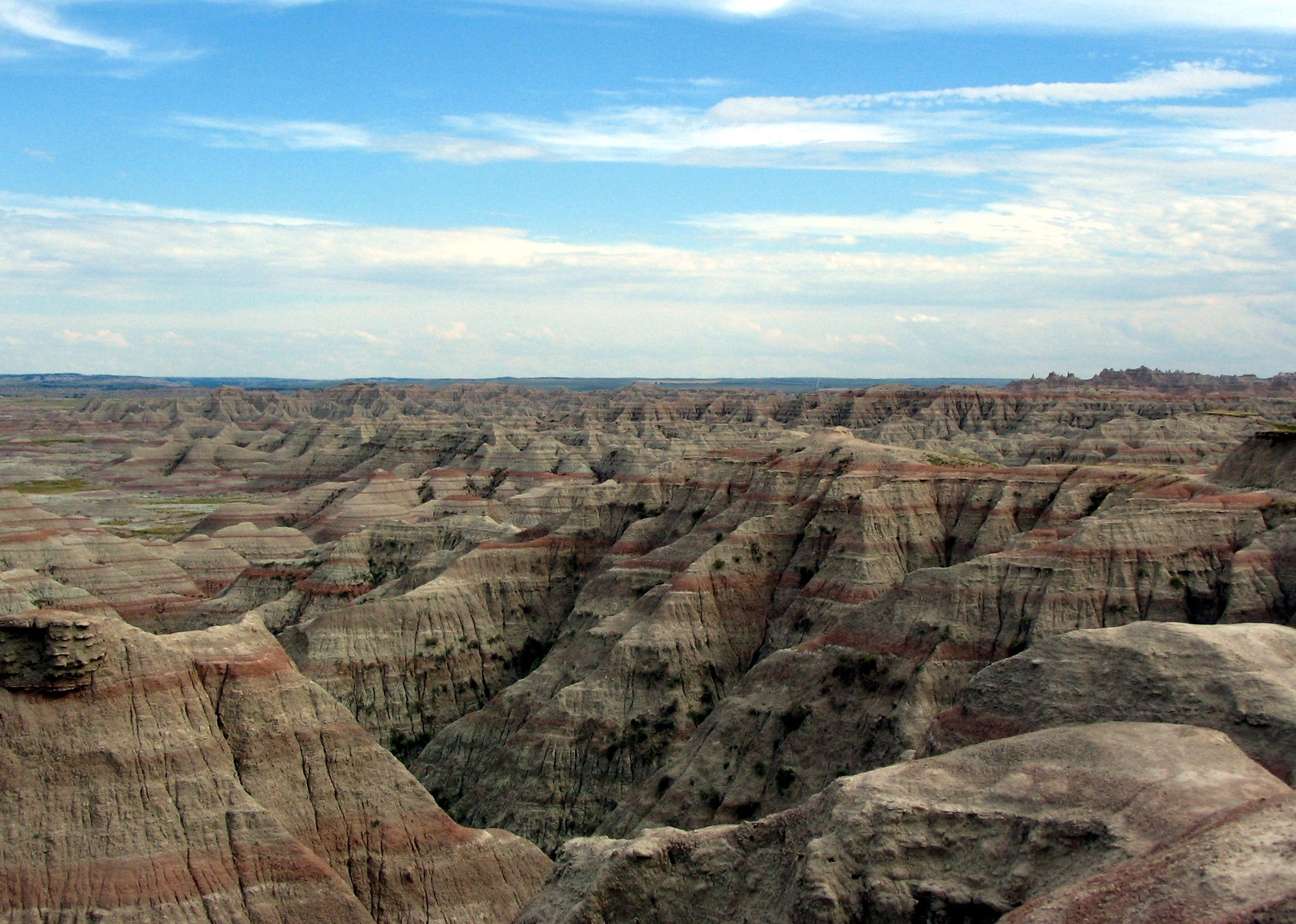
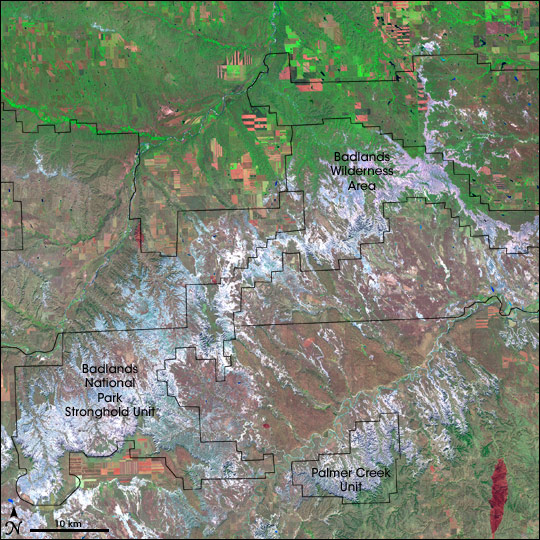
صورة بالساتل لحديقة بادلاندز
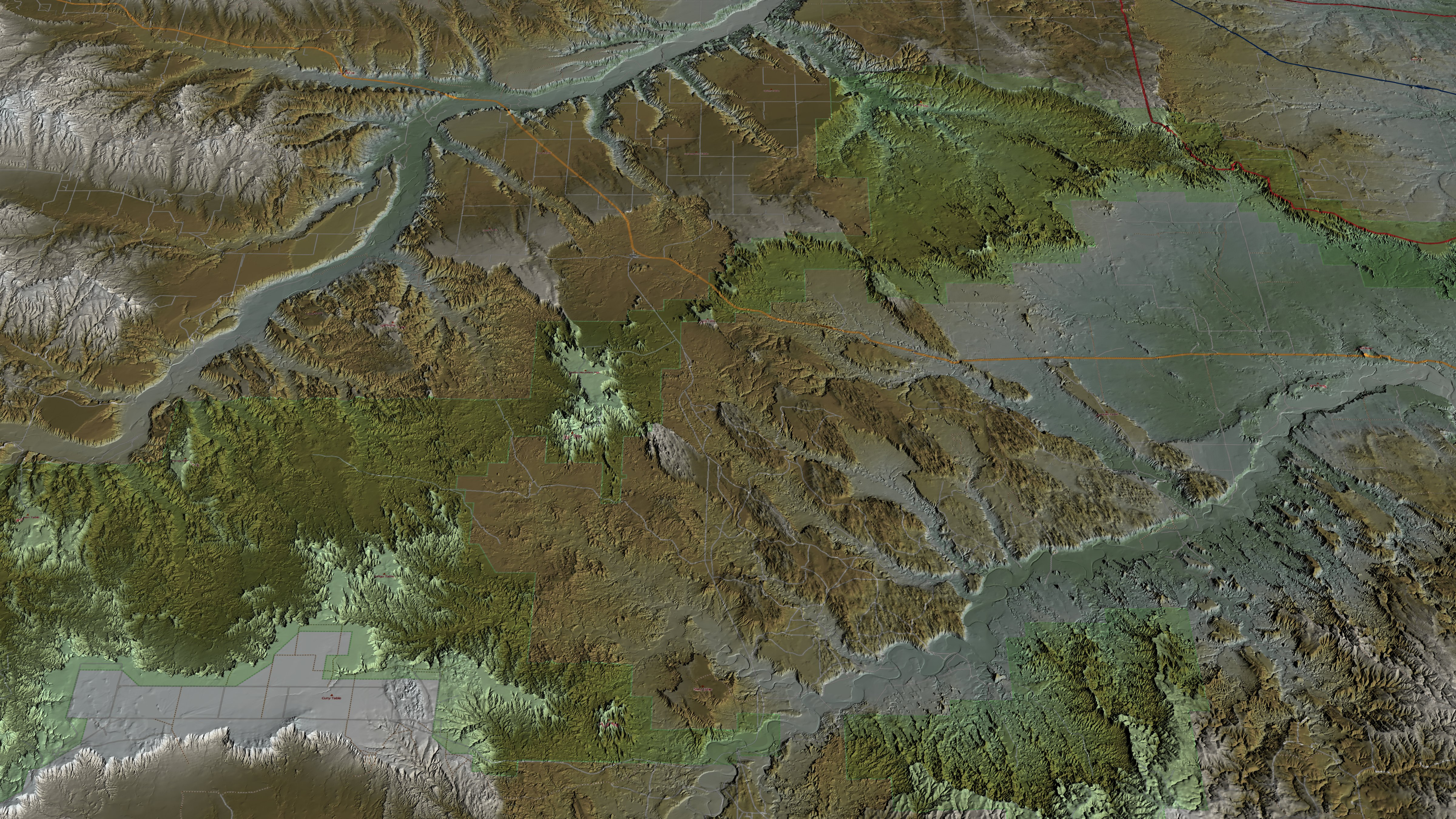
صورة ثلاثية الأبعاد لحديقة بادلاندز